# The City of No Limits
En la ciudad sin límites è un film del 2002 diretto da Antonio Hernández.